# Щаг
Щаговете (от холандски през немски Stag) са част от неподвижния такелаж на ветроходните яхти и кораби. Представляват стоманени или растителни въжета, които се опъват между мачтите и корпуса по дължината на плавателния съд (т.е. между мачтата и носа или мачтата и кърмата) и крепят мачта, стенга или друга част от рангоута. Със същата цел встрани – между мачтата и бордовете – се опъват вантите.
На големите ветроходи щаговете носят наименования според разположението си например фок-щаг, фор-стен-щаг, фор-брам-щаг.
Когато щагът се използва за вдигане на ветрило той носи наименование според съответното ветрило напр. стаксел щаг или кливер щаг.
В спортното ветроходство ахтерщагът опънат между мачтата и кърмата е основно средство за настройка на ветрилата и тяхната тяга.